# 台湾省政府功能業務・組織調整
台湾省政府功能業務・組織調整、または台湾省の虚省化（中国語では「省虛級化」。しばしば「凍省」または「精省」とも称される）は、中華民国政府が1998年に台湾省から「地方自治団体」の地位を取り除き、中華民国憲法増修条文第9条第3項の規定に基づき、台湾省政府を中華民国行政院の機関に転換した政策およびその過程である。本頁では、台湾省と共に虚省化が実施された福建省の状況についても解説する。

## 原因
1949年末、中国共産党との内戦に敗れた中国国民党と中華民国政府は中国大陸の統治権を失い、首都を中国大陸の南京市から台湾省の台北市に移転させた。1955年の大陳島撤退作戦後、中華民国政府の実効支配が及ぶ領土は台湾島及び澎湖諸島（台湾省全域）と福建省のごく一部である金馬地区、および南シナ海にある東沙諸島と太平島のみとなった。
台湾省の面積はすべての実効支配地域の98％以上を占め、1996年に中華民国総統と副総統の台湾公民による直接選挙と罷免が台湾で実施されて以来、民選の中華民国総統と、同じく民選の台湾省政府主席（1994年に「台湾省長」に変更）の支持層は極めて近くなった。中央政府と地方政府の行政区域や権限が過度に重複しているという問題を解決するため、中華民国国民大会は1997年に憲法の全面改正を決議し、同年7月21日には改正憲法が総統令で公布された。これによって「省は虚級化」（虚省化）されて行政院の出先機関となり、台湾省政府が保持していた本来の地方自治の機能が削除された。
1999年1月13日、中華民国立法院は県・市政府の地位と機能の強化に関する内容を盛り込んだ「地方制度法」の改正案を第三読会で可決した。同年1月25日、改正地方制度法は総統令によって公布され、「省県自治法」と「直轄市自治法」は同年4月14日の総統令で廃止された。
1998年10月9日、立法院は「台湾省政府功能業務・組織調整暫行条例」を第三読会で可決し、全22条が成立した。この法律は同年12月21日に施行され、第22条の実施期限は2000年12月31日までとされた。2000年11月24日、立法院は「台湾省政府功能業務・組織調整暫行条例」第12条および第22条の第三読会に入り、第22条の実施期限を2005年12月31日まで延長することを決定した。2006年10月20日、中華民国内政部は「台湾省政府功能業務・組織調整暫行条例」を2005年12月31日に廃止したとの公告を発布した。

## 結果
- 1997年の中華民国憲法増修条文で、省の機能が大幅に削減されたため、中華民国政府が実際に統治しているもう一つの省、すなわち中華民国の福建省に影響が及んでいる。1997年の改正前、福建省政府は台湾省政府ほど組織化されておらず、付属機関もなく（例えば、福建省には省立病院（中国語版）はなく、かつての省立高級中学は1984年に国立に変更された）、福建省政府主席（中国語版）の直接選挙も行われていなかった。
- 1998年12月20日、当時の台湾省政府主席であった宋楚瑜が退任すると、民選による省政府主席のポストはなくなり、中央政府が再び省政府の最高行政長官として省政府主席を任命するようになった。宋楚瑜は、中華民国史上唯一の民選による省政府主席である。
- 1998年12月21日、「省県自治法」上の地方自治権が剥奪されて以来、台湾省政府は行政院の一機関となり、その組織は大幅に縮小され、機能も削減された。台湾省議会は、地方自治の行使や施政を監督する権限を持たない「台湾省諮議会」に改められた。一方、1999年以降、省が管轄していた機関が国の機関へ転換している。例えば、省立高級中学は国立高級中学に、省立病院は行政院衛生署傘下の病院（現衛生福利部所属医院）に生まれ変わった。また、省属の三商銀（中国語版）や台湾鉄路管理局などの省属公営事業機関の資本も、台湾省政府から中央政府の関連部門に移管されたり、民営化されたりしている。

## その後
- 虚省化された後、行政院は1999年に省政府が管掌していたところに様々な部局（中国語版）を設置し、1998年から2017年にかけて行政院連合服務中心（中国語版）（行政院南部連合服務中心（中国語版）、行政院中部連合服務中心（中国語版）、行政院東部連合服務中心（中国語版）、行政院雲嘉南区連合服務中心（中国語版）、行政院金馬連合服務中心（中国語版、英語版））が設立された。
- 2010年代、台湾省政府の予算は1億台湾ドル以上が組まれており[3]、台湾独立を支持する政党は凍結や廃省を望んだ[4][5][6]。2017年、台湾省政府および台湾省諮議会ならびに福建省政府の予算は合計で2億8,000万台湾ドルに達し、時代力量の立法委員である徐永明は「盲腸機関」と批判した[7]。
- 2018年6月28日、行政院長（当時）の頼清徳は、2019年以降の省政府予算のゼロ化と除任務化を発表した[8]。2018年7月1日、台湾省政府の行政組織と業務は国家発展委員会に移管された。
- 2019年1月1日、福建省政府の行政組織と業務は、行政院金馬連合服務中心に移管された。台湾省諮議会の行政組織と業務は立法院中南部服務中心に移管され、議会に関係する文書、公報、議事録、地方自治事務の研究発展などの業務は国史館台湾文献館（中国語版）に移管された[9]。

現在、台湾省政府、台湾省政府主席、台湾省諮議会、福建省政府、福建省政府主席はいずれも実質的に廃止され、中華民国憲法増修条文に省政府、省政府主席、諮議会議長の職名のみが残されている。